# Østre Anlæg
Østre Anlæg (Deens voor "Oostelijke Aanleg") is een park in het centrum van de Deense hoofdstad Kopenhagen. Het heeft sinds 1969 monumentstatus.

## Beschrijving
Østre Anlæg vormt het noordelijkste deel van een groengebied in het centrum waar ook de Botanisk Have (de botanische tuin) en Kongens Have (het park rond Slot Rosenborg) deel van uitmaken. Het 19e-eeuwse park omvat een gebied van 12 hectare, met onder meer drie vijvers, rozen- en rhodondendrontuinen, een berkenbosje, speeltuin en barbecueplaats met tafels en banken.
Aan de Østre Anlæg en Kongens Have staan zes musea. In de zuidoostelijke hoek van het park ligt het nationale kunstmuseum Statens Museum for Kunst. Ten noorden daarvan aan de Stockholmsgade ligt de Hirschsprungske Samling. De andere Parkmuseerne zijn Statens Naturhistoriske Museum, Davids Samling, Filmhuset en het aan het Deens Koningshuis gewijde museum in Slot Rosenborg. Langs de zuidoostkant van het park loopt de spoorlijn Boulevardbanen naar station Østerport, dat direct ten noordoosten van het park ligt.
Op een heuvel achter in het park (het voormalige Püchlers Bastion) staat een groot monument, Danmarksmonumentet (1897), ter herinnering aan het 50-jarig huwelijksjubileum van koning Christiaan IX en koningin Louise in 1892. Deze beeldengroep van Louis Hasselriis bestaat uit een vrouwelijke figuur die Denemarken uitbeeldt, geflankeerd door leeuwen. In het park staan ook andere beelden, waaronder bustes van de dichter Sophus Schandorph (1836-1901) en de schrijver Georg Brandes (1842-1927) en het beeld Det lider mot skymning ("Het gaat schemeren") van de Zweedse beeldhouwer Aron Jerndahl.
Het water in de vijvers is afkomstig uit Sortedams Sø, een van de Søerne-vijvers die in een boog langs de westkant van het centrum liggen. Het water wordt afgevoerd naar de gracht rond het voormalige vestingwerk Kastellet, om uit te monden in de Sont.

## Geschiedenis
Het gebied waarin de Østre Anlæg ligt was oorspronkelijk deel van de uitgebreide vestingwerken rond de stad. Nadat deze in de tweede helft van de 19e eeuw werden afgebroken, werd begin jaren 1870 een park aangelegd naar ontwerp van Henrik August Flint, die ook Ørstedsparken en de Botanisk Have ontwierp. Het park had de eerste openbaar toegankelijke speeltuin van Kopenhagen.
Na de bouw van Statens Museum for Kunst in 1889-1896 werd het terrein ervoor, in de zuidoosthoek van het park, in 1919 omgevormd tot een park met rozen in formele Franse stijl. Hierbij werd de beeldengroep Danmarksmonumentet, dat voor het museum stond, verplaatst naar een hoek achter in het park.
De rhododendrontuin werd aangelegd in 1947 en was een cadeau van de Nederlanders aan de Denen als dank voor de hulp aan het Nederlands verzet in de Tweede Wereldoorlog.

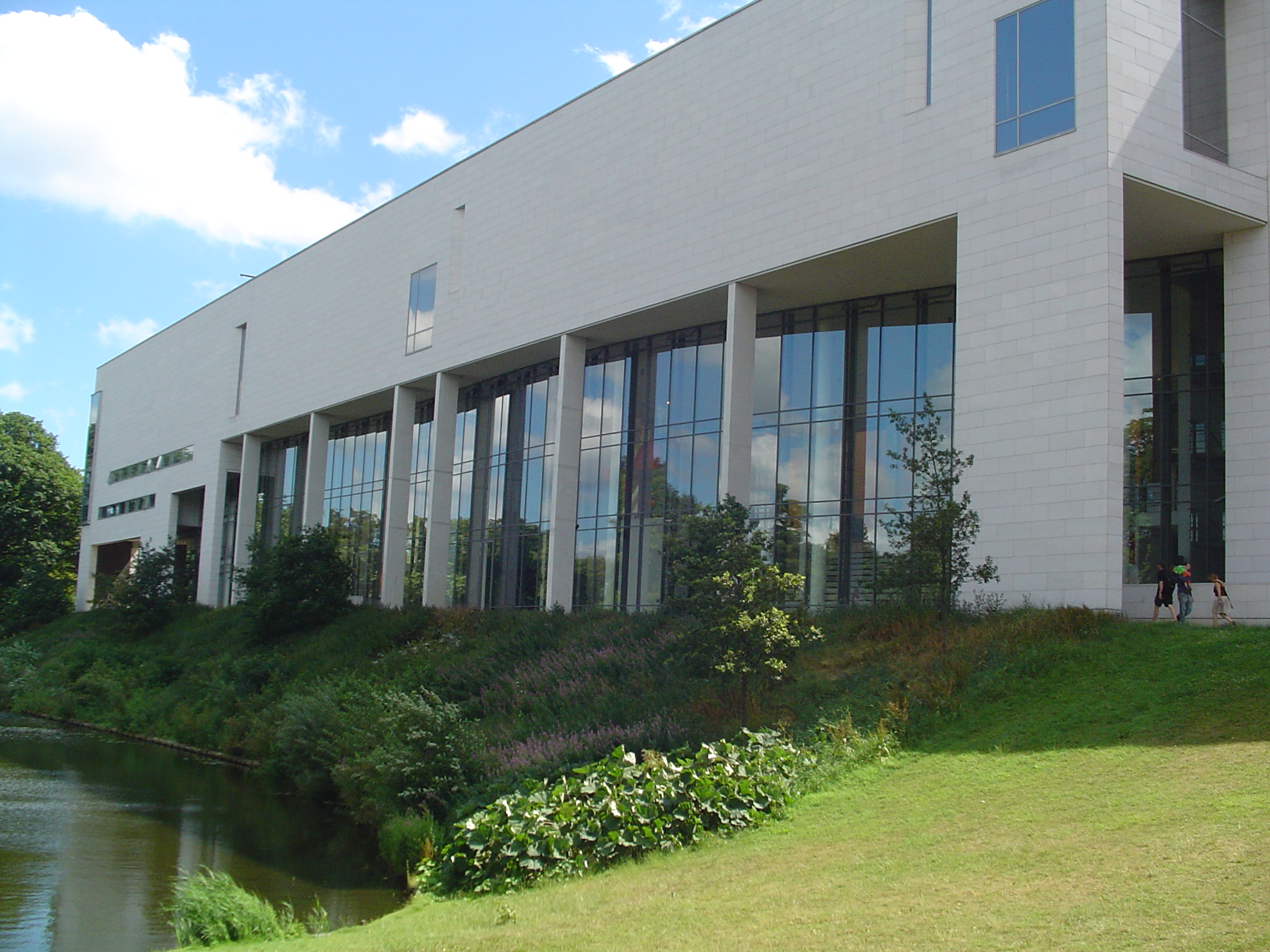
Zijvleugel uit 1998 van het Statens Museum for Kunst aan de parkzijde
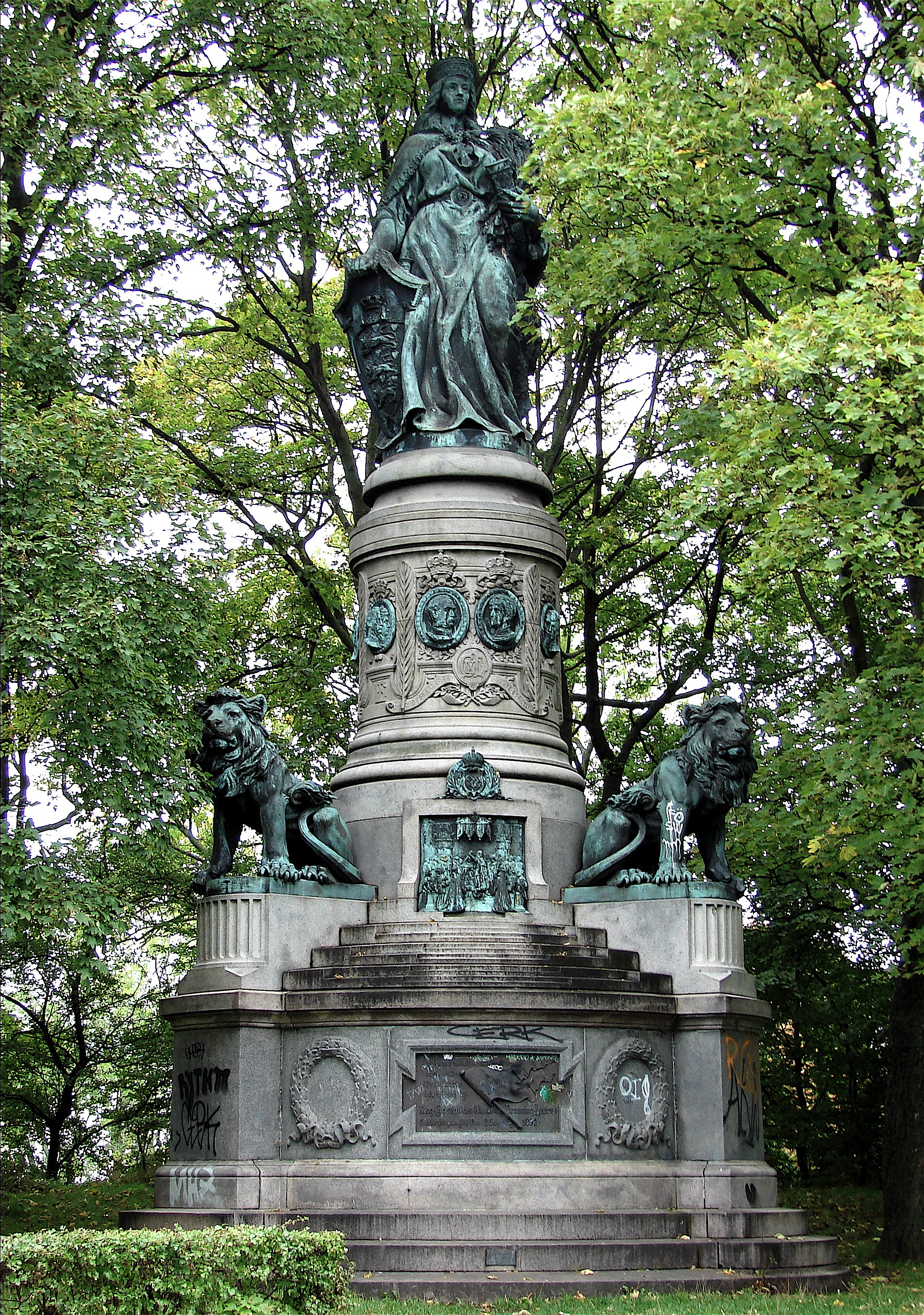
Danmarksmonumentet
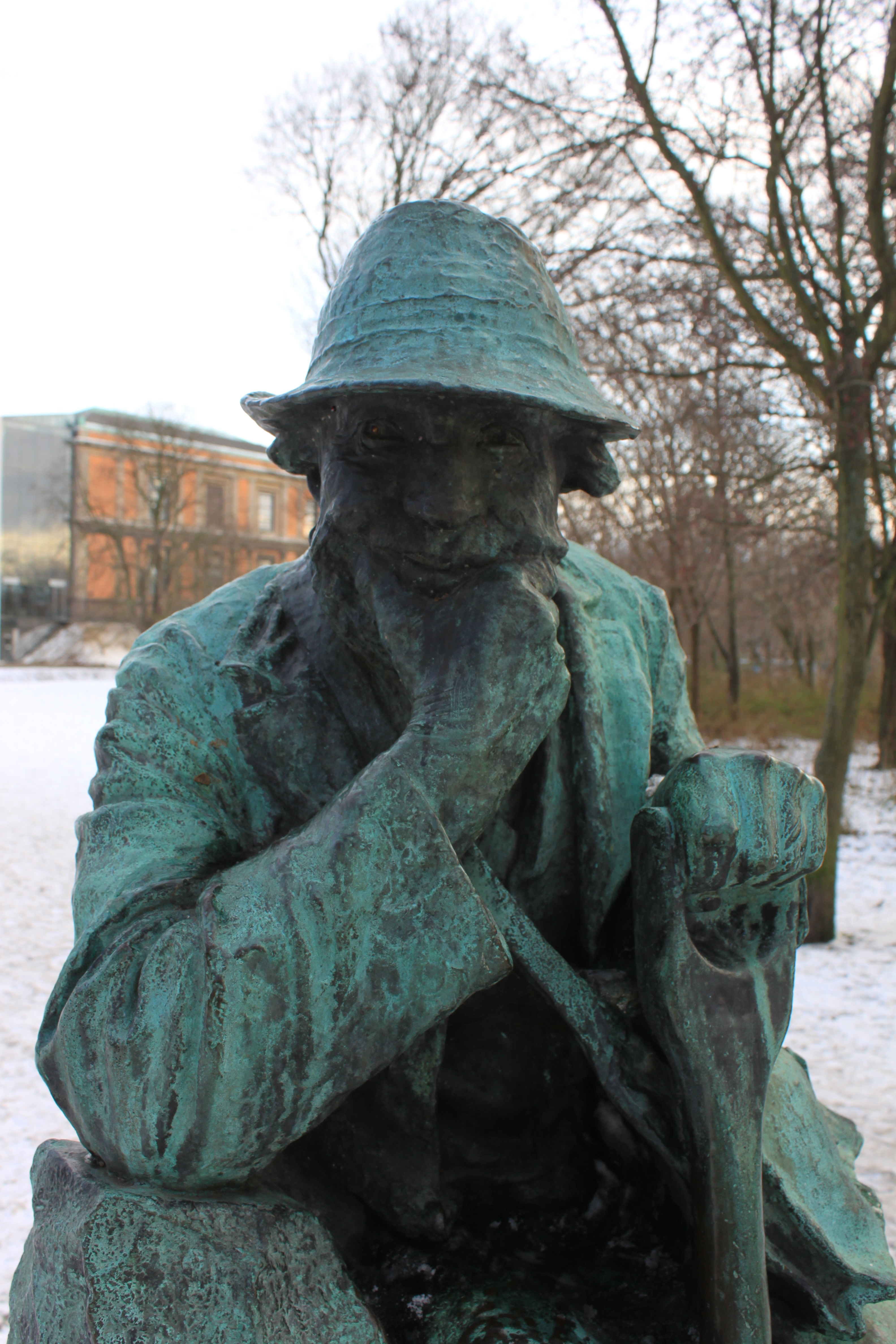
Het beeld Det lider mot skymning
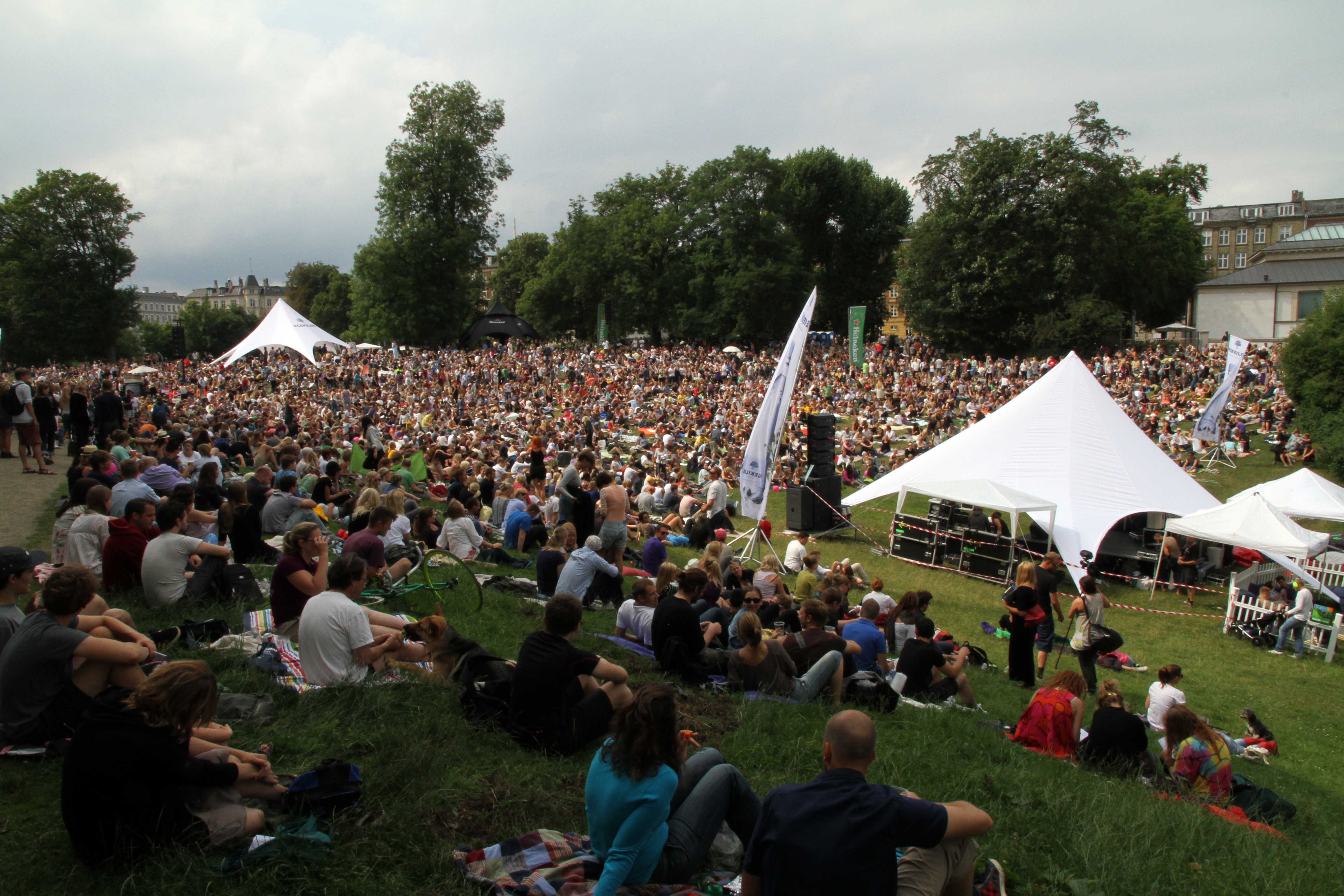
Stella Polaris, festival voor chill-out-muziek, in het park in 2010